# Syndroom van Korsakov
Het syndroom van Korsakov, ook wel de ziekte van Korsakov genoemd, is een blijvende geheugenstoornis die voornamelijk veroorzaakt wordt door vitamine B1-tekort, meestal het gevolg van het te weinig gevarieerd eten bij chronisch alcoholmisbruik. Het kenmerkt zich door desoriëntatie, vooral in tijd, stoornissen in met name het kortetermijngeheugen en confabulaties.
Daarnaast treden vaak polyneuritis en andere lichamelijke klachten op die kenmerkend zijn voor chronisch alcoholisme.

## Geschiedenis
De naam is afkomstig van de Russische psychiater Sergej Korsakov (1854-1900), die voor het eerst internationaal publiceerde in 1887 over de opvallende symptomen van geheugenstoornis zonder dementie, en het verband legde met alcoholmisbruik. Magnus Huss legde dit verband al in 1852, Korsakov beschreef het echter als eerste in Duitse en Franse vakbladen. Hierdoor is zijn naam voor altijd verbonden met het ziektebeeld. Dat de oorzaak een door chronisch alcoholgebruik veroorzaakt gebrek aan vitamine B1 was, werd pas later ontdekt. Vitamine B1 zit onder andere in gist, wat bij bierbereiding gebruikt wordt. Bij matige inname kan bier inderdaad een bijdrage leveren aan de vitaminebehoefte, maar bij overdadig gebruik wordt geen reserve aan vitamine aangelegd. Integendeel, hoe meer bier men drinkt, des te groter de behoefte wordt aan vooral vitamine B1.

## Ontstaan

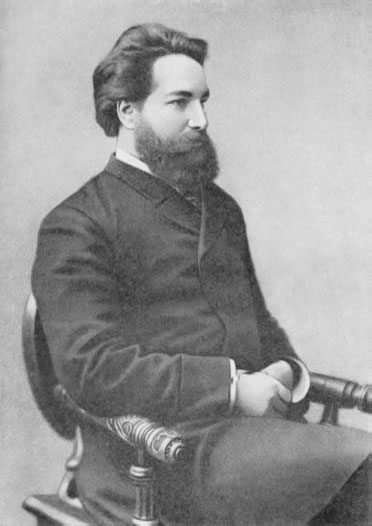
Psychiater Korsakov in 1885

Het syndroom van Wernicke is een acute fase die vaak voorafgaat aan het ontstaan van de aandoening van Korsakov. De patiënt is dan totaal in de war en heeft verschillende neurologische stoornissen. Lopen en oogbewegingen zijn gestoord, er is vaak sprake van lichamelijke uitputting en bewustzijnsdaling. Het is een acuut levensbedreigende situatie waarbij de patiënt gerede kans loopt te overlijden als niet direct wordt ingegrepen. Er dient zo snel mogelijk vitamine B1 worden toegediend, waarna de verdere lichamelijke conditie op peil kan worden gebracht.
Van de patiënten die het syndroom van Wernicke hebben doorstaan blijkt ongeveer 60% een syndroom van Korsakov over te houden.
Behalve bij overmatig alcoholgebruik kan het syndroom van Korsakov ook voorkomen ten gevolge van ernstige ondervoeding, bijvoorbeeld bij anorexia nervosa, chronisch harddrugsgebruik, ernstige somatische ziekten zoals aids, en ook bij beriberi en hongersnood. Alcoholgebruikers zijn in de westerse wereld echter verreweg in de meerderheid. Bijzonder is dat de frequentie van ontstaan door alcoholgebruik deels cultureel bepaald lijkt te zijn: hoewel in Frankrijk excessief alcoholgebruik vaker wordt vastgesteld, is het voorkomen van het syndroom van Korsakov daar in vergelijking met Nederland minder. De verklaring hiervoor zou kunnen zijn dat Franse alcoholverslaafden langer aan een gezond eetpatroon vasthouden.
De stoornis is dus het gevolg van een hersenbeschadiging met als resultaat ernstige beperkingen op lichamelijk en psychisch gebied en daaruit voortkomende handicaps.

## Symptomen
De belangrijkste symptomen zijn:
- Geheugenstoornissen
- Confabulaties (nemen af in de loop van de tijd)
- Zelfoverschatting en vervlakking van de gevoelsbeleving

Naast bovengenoemde symptomen kunnen er diverse bijkomende symptomen optreden als gevolg van de hersenbeschadiging.
Naast de neurologische/psychiatrische symptomen is er door de leefstijl vaak ook nog bijkomende lichamelijke schade door het overmatig alcoholgebruik. Bijvoorbeeld hart- en vaatziekten, leverfunctiestoornissen, polyneuropathie en een verhoogd risico voor aandoeningen aan mond/keel/slokdarm.
Maatschappelijk gezien is er vaak een situatie waarin men nog maar een klein sociaal netwerk heeft overgehouden vanwege de alcoholproblematiek die dikwijls al jaren een grote rol speelt.
Meest opvallend bij de korsakovpatiënt zijn de geheugenstoornissen (amnesie), en het nogal eens afwezig zijn van enig ziektebesef. De patiënt vergeet ook dat hij last heeft van geheugenverlies.
De amnesie valt uiteen in twee vormen: anterograde amnesie; het niet kunnen onthouden van nieuwe informatie, en retrograde amnesie; het verlies van informatie van voor het ontstaan van de hersenbeschadiging.
Bij retrograde amnesie is dus informatie verloren gegaan die ooit wel aanwezig was. Retrograde amnesie neemt in de loop van de tijd meestal af, dit in tegenstelling tot anterograde amnesie.
Meestal is de ernst van het syndroom van Korsakov af te meten aan de ernst van de retrograde amnesie. Hoe meer informatie verloren is gegaan uit de tijd van voor het ontstaan van het syndroom hoe ernstiger de beperkingen en handicaps in het algemeen zijn.
Anterograde amnesieAnterograde amnesie is wel het meest opvallende kenmerk van het syndroom van Korsakov: door problemen in het kortetermijngeheugen ontstaan inprentingstoornissen. Vanaf het begin van het ontstaan van het syndroom is de patiënt niet in staat nieuwe informatie (zowel verbaal als non-verbaal) op te nemen, of is daar sterk beperkt in, afhankelijk van de ernst van de stoornis. Hierdoor bestaat ook de kenmerkende breuk in de levenslijn van mensen met verworven hersenletsel.
ConfabulatiesPatiënten die zich dingen niet kunnen herinneren hebben vaak sterk de neiging deze lacunes op te vullen door verzinselen. Korsakovpatiënten doen dit niet bewust. Ze zetten buitenstaanders soms flink op het verkeerde been doordat de verhalen overtuigend en reëel kunnen overkomen. De confabulaties nemen vaak in de loop van de tijd af.
InterferentieInformatie van verschillende bronnen aan elkaar koppelen. Bijvoorbeeld de uitslag van de ene voetbalwedstrijd koppelen aan een andere.

## Begeleiding korsakovpatiënten
Vanaf het ontstaan heeft de betrokkene van de ene op de andere dag ernstige beperkingen. Doordat sommige cognitieve functies en vaardigheden intact blijven, kunnen patiënten zich in eerste instantie vaak een stuk vaardiger presenteren dan zij in werkelijkheid zijn, want in tegenstelling tot bij dementie loopt de intelligentie geen of weinig schade op.
Dit gecombineerd met de confabulaties en een over het algemeen te optimistische kijk op de handicaps (voor zover ze onderkend worden), maakt dat de korsakovpatiënt en soms zijn omgeving regelmatig de mogelijkheden overschatten.
De omgang met mensen met het syndroom van Korsakov vereist dan ook een speciale benadering. Hun leven moet in een bepaalde structuur gebracht worden die zij zelf niet kunnen aanbrengen. Ze zijn vaak faalangstig en wantrouwend, missen dikwijls zelfvertrouwen en vertrouwen in de medemens en hebben geen of een gebrekkig ziekte-inzicht.
Door de verpleegkundige Hans Lindenhoff werd in 1990 het begeleidingsmodel van de vier K's voor de korsakovpatiënt opgesteld. Ze staan voor Kort, Konkreet, Konsekwent en Kontinu en moeten met elkaar borg staan voor een sfeer van veiligheid en duidelijkheid. In wezen is het model van de vier K's voor de begeleiding van de meeste mensen met niet-aangeboren hersenletsel relevant.
In Nederland wordt zorg en begeleiding van korsakovpatiënten onder andere geboden door ggz-instellingen en verpleeghuizen. Sommige gespecialiseerde korsakovklinieken of afdelingen bieden behandelprogramma's aan.
Een aantal verpleeghuizen begeleidt groepen cliënten met korsakov. Samen hebben zij het Korsakov Kenniscentrum opgericht. In samenwerking met de Erasmusuniversiteit werd een zorgprogramma ontwikkeld.